# Střížkov (Struhařov)
Střížkov je malá vesnice, část obce Struhařov v okrese Benešov. Nachází se asi 2,5 km na severovýchod od Struhařova. V roce 2009 zde bylo evidováno 15 adres. Střížkov leží v katastrálním území Střížkov u Bořeňovic o rozloze 0,71 km².

## Historie
První písemná zmínka o vesnici pochází z roku 1318.
Roku 1414 je zmiňován Jan Střížek (Strýček) ze Střížkova a Libouně, není však jasné, zda se nejedná o starý Střížkov (dnes součást Prahy). Prvním doloženým majitelem statku je Jan Čapek (1770–1787), dvůr poté často měnil majitele.
Na zámku ve Střížkově od roku 1846 pobýval Karel Drahotín Villani (1818–1883), český šlechtic, liberální politik, vlastenec a básník. V jeho době měl Střížkov měl 22 popisných čísel, z nichž čís. 1 byl zámeček, čís. 2 panský dvůr s ovčincem, lihovarem a varnou potaše; ostatek byly usedlosti a chalupy poddanské (mezi nimi kovárna a mlýn). Roku 1870 měla obec 157 obyvatel, 2 kobyly, 20 krav, 6 volů, 10 telat, 4 vepři a 7 včelstev. Baron Villani koupil statek Střížkov v říjnu roku 1846 od dr. Josefa Friče za 36 000 zlatých. Po revoluci v roce 1848 se na čas stáhl z politického života a v 50. letech věnoval rozvoji statku. Investoval do nových strojů pro hospodářství, zařízení pro lihovar a následně do přestavby lihovaru na nový pivovar, zřízeného 25. listopadu 1872 jako akciová společnost. Pivo se zde vařilo poprvé 8. dubna 1874. Ves ale byla daleko od jakékoli hlavní trasy a železnice, investice byly ztrátové a Střížkov byl od konkurzu roku 1875 zachráněn Villaniho manželkou Matyldou – "Sladovna a pivovar střížkovský akciový (...) vyceněn byl i s příslušenstvím za 98.000 zlatých a při třetí dražbě 20. prosince [1875] koupen za 36.200 zlatých, tak že akcionáři o všechno přišli. Statek střížkovský v zemských deskách zapsaný koupen byl od paní Mathildy Villaniové v měsíci květnu [1883] za 84.000 i s pivovarem. Koupil obě reality israelita Hugo Reiser a počal ku konci srpna pivo vařiti." Karel Drahotín Villani 24. března 1883 po dlouhé nemoci zemřel na Střížkově a byl pohřben na okrouhlickém hřbitově.

## Pamětihodnosti

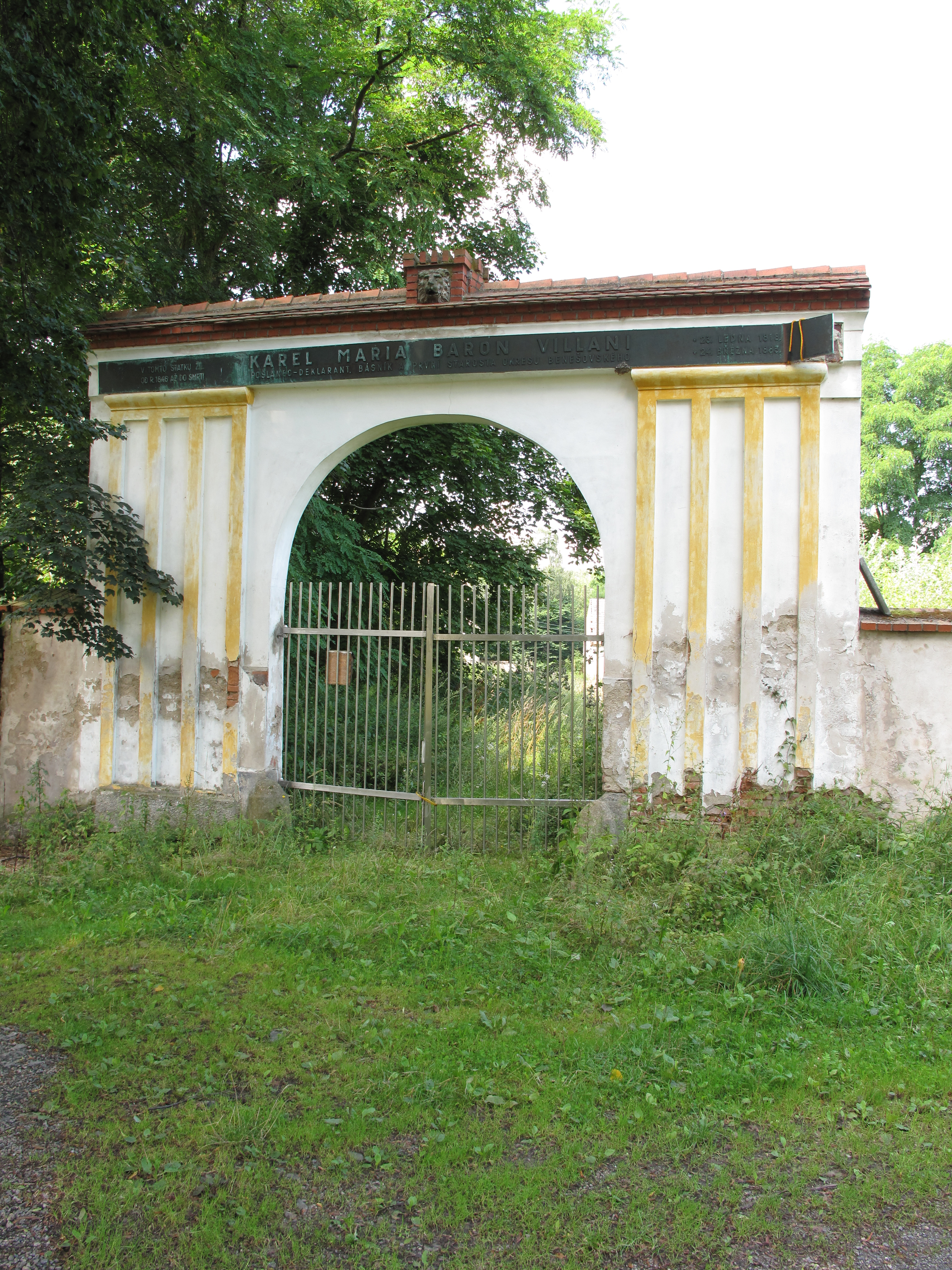
Zámek Střížkov, vstupní brána

Zámek Střížkov s hospodářskými budovami (nepřístupný, ruina). Zámek roku 1907 vyhořel. Památkově chráněn od roku 1958. Předmětem ochrany jsou: zámek, brána a část st.p. 2/1.